# 減衰
物理学において、減衰（げんすい、英: attenuation、文脈により extinction とも）は媒質中のなんらかの流束の強度が漸減する現象をいう。たとえば、濃色ガラスは日光を、鉛はX線を、水は光と音を減衰させる。
媒質として防音材を例にとると、防音材中を伝播するにつれて音エネルギー流束が減少する現象は音波減衰と呼ばれる。音波減衰はデシベル (dB) 単位で測定される。
電気工学および通信工学においては、電気回路や光ファイバー、空気中（電波の場合）を伝わる進行波または信号が減衰の影響を受ける。電気的減衰器や光減衰器といった部品により意図的に減衰を起こすことも一般に行われる。

## 背景

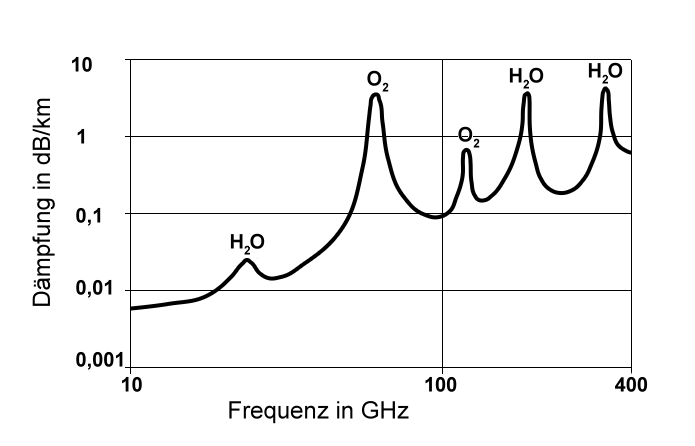
電磁波の大気中における減衰率の周波数依存性

多くの場合、減衰は媒質中の伝播距離に対して指数関数的に起こる。分光化学においては、これはランベルト・ベールの法則として知られる。工学分野においては、通常減衰は単位長さあたりのデシベル（dB/cm, dB/km など）単位で測定され、媒質毎の減衰係数により記述される。地震時にも減衰は生じる。地震波は震源から伝播するにつれて地面による減衰を受け、徐々に小さくなる。

## 超音波
減衰が重要視される分野の一つとして、超音波物理学、特に超音波検査の分野が挙げられる。超音波ビームの減衰による振幅の減少は撮像媒体中の伝播距離の関数として表わされる。超音波の減衰効果により振幅が減少すると、撮像品質に影響が出る場合がある。超音波ビームが媒質中を伝播する際に受ける減衰を知ることにより、エネルギーの損失を補償することができ、所望の撮像深度に適した入力信号強度を調節することができる。
- エマルションやコロイドのような不均一系（英語版）における超音波減衰の計測から、粒径分布（英語版）に関する情報を得ることができる。この技術に関する ISO 標準が存在する[3]。
- 伸長レオロジーにおいて、超音波減衰が用いられることがある。音響レオメータ（英語版）は、ストークスの法則（英語版）を用いて伸長粘度（英語版）と体積粘度（英語版）を計測する。

音響減衰を考慮した波動方程式は分数階微分形式で書くことができる。これについては、音波減衰の項もしくはサーベイ論文を参照されたい。

### 減衰係数
減衰係数は、異なる媒質間で入射超音波振幅が周波数に依存してどれだけ減衰するかを表わすために用いられる。減衰係数 ({\displaystyle \alpha }) を用いて媒質による総減衰を dB の形で次のように表わすことができる。
{\displaystyle {\text{Attenuation}}=\alpha [{\text{dB}}/({\text{MHz}}\cdot {\text{cm}})]\cdot \ell [{\text{cm}}]\cdot {\text{f}}[{\text{MHz}}]}
この方程式が表わすように、減衰は媒質長と減衰係数の他に、入射超音波ビームの周波数にも線形に依存する。減衰係数は媒質によって大きく異なる。ただ、医療用超音波撮像技術においては、媒質は水であることが最も多い。一般的な生体物質の 1 MHz における減衰係数を以下に示す。
| 物質             | {\displaystyle \alpha ({\text{dB}}/({\text{MHz}}\cdot {\text{cm}}))} |
| ---------------- | -------------------------------------------------------------------- |
| 空気             | 1.64 (20 °C)                                                         |
| 血液             | 0.2                                                                  |
| 皮質骨           | 6.9                                                                  |
| 骨梁骨           | 9.94                                                                 |
| 脳               | 0.6                                                                  |
| 乳               | 0.75                                                                 |
| 心臓             | 0.52                                                                 |
| 結合組織         | 1.57                                                                 |
| 象牙質           | 80                                                                   |
| エナメル質       | 120                                                                  |
| 脂肪             | 0.48                                                                 |
| 肝臓             | 0.5                                                                  |
| 髄質             | 0.5                                                                  |
| 筋肉             | 1.09                                                                 |
| 腱               | 4.7                                                                  |
| 軟部組織（平均） | 0.54                                                                 |
| 水               | 0.0022                                                               |

音エネルギー損失には、吸収と散乱の二つの種類がある。均一媒質中を伝播する超音波は吸収のみを起こし、吸収係数のみによって記述することができる。不均一系媒質中を伝播する場合は散乱の影響を考慮する必要がある。損失を考慮した音波の伝播をモデル化するには分数次微分波動方程式を用いることができる。これについては音波減衰の項および出典を参照されたい。

## 水中における光の減衰
太陽光は波長 360 nm （紫）から 750 nm （赤）の可視光を含む。海面から入射した太陽光は水による減衰を受け、水深が深くなるにつれて指数関数的に強度を減少させる。特定の深さにおける光の強度はランベルト・ベールの法則により計算できる。
清浄で深い水により、可視光は波長の長い成分から先に減衰を受ける。すなわち、赤、橙、黄色の光は浅い部分で吸収され、青や紫の光はより深い部分まで到達する。青と紫の光が他の光に比べて吸収されにくいため、深い海は目に深青に見える。
沿岸部は大洋中心の清浄な海水に比べて、より多くの植物プランクトンを含む。植物プランクトンの持つクロロフィル-a色素は光を吸収し、また植物プランクトンそのものが光を散乱させるため、沿岸部の海水は深海部よりも清浄で無くなる。クロロフィル-a色素は可視光の中では短い波長（青と紫）の光を最も強く吸収する。植物プランクトンの密度が高い沿岸部の海水は、緑色の光が最も深くまで到達するため、青緑から緑色に見える。

## 地震
地震がある地点に及ぼすエネルギーは地震波の伝播距離に依存する。地震動の減衰は大地震に備える上で重要な役割を果たす。地震波は地面を伝播するにつれてエネルギーを失う（減衰）。この現象は地震波エネルギーの距離につれて拡散することに関係する。次の二種類のエネルギー散逸が存在する。
- 地震波がより大きな体積へと分散することによる幾何分散。
- 熱としての分散。非弾性減衰もしくは内部減衰とも呼ぶ。

## 電磁波
電磁輻射の強度減衰は光子の吸収と散乱に起因する。幾何的な広がりに起因する逆二乗則による強度低下は減衰に含めない。したがって、強度の総変化は逆二乗則と経路による減衰の両方を考慮にいれて計算する必要がある。
物質中の減衰の主な原因は光電効果、コンプトン散乱、そしてエネルギーが 1.022 MeV 以上の光子については対生成である。

### X線撮影
吸収係数の項を参照。

### 光
光ファイバー中における減衰は伝送損失とも呼ばれ、伝送媒質中を光（信号）が伝播するにつれて強度を低減させる。光ファイバーは比較的透明度が高いため、減衰係数は通常 dB/km 単位で計測される。媒質は典型的には光を内側に閉じ込めるシリカガラスファイバーである。減衰は長距離デジタル通信における伝送限界の重要な要素である。そのため、減衰を抑え、信号を最大限増幅するために多くの研究が成されている。経験的な研究によると減衰の主な原因は散乱と吸収の両方である。
光ファイバーにおける減衰は次の式により計算できる。
{\displaystyle {\text{Attenuation (dB)}}=10\times \log _{10}\left({\frac {\text{Input intensity (W)}}{\text{Output intensity (W)}}}\right)}

#### 光散乱

鏡面反射

拡散反射

光ファイバーのコア中を伝播する光は全反射に基いて説明できる。分子レベルで見て粗く、不規則な表面においては、光線はさまざまな方向へランダムに反射されることがある。このような種類の反射を「拡散反射」と呼び、典型的には広い範囲の反射角により特徴づけられる。裸眼で物体が見えるのは、ほとんどがこの種類の反射光による。この種類の反射は「光散乱」と呼ばれることも多い。物体表面からの光散乱は我々の物理観測における主要なメカニズムである
。多くの一般的な表面の光散乱はランバート反射によりモデル化できる。
光散乱は散乱される光の波長に影響を受ける。そのため、入射光波の周波数によって散乱中心の物理的次元（もしくは空間スケール）に限界が生じる。これは通常微視的なスケールである。例えば、可視光は波長スケールが1 マイクロメートルのオーダーであるから、散乱中心は同等の空間スケールとなる。
よって、光の内表面および界面における非コヒーレント散乱が散乱の原因となる。金属やセラミックスのような（多）結晶性の物質では、細孔に加えてほとんどの内表面もしくは界面が粒界を形成しており、細かな結晶秩序領域に分割されている。近年、散乱中心（粒界）のサイズを散乱される光よりも小さくすると散乱がほとんど起こらないことが示された。この現象は透明セラミクス材料の開発につながっている。
また、光ファイバーに用いられるレベルの光学ガラスにおける光散乱は、ガラス構造中の分子レベルの欠陥（組成変動）に起因する。実際、ガラスを多結晶の極限状態と見做す考え方が芽生えつつある。この枠組み内では、様々な度合いの近距離秩序を示す「領域」が金属や合金とガラスやセラミックスの両方の物質の構成ブロックとなる。この領域の内側およびその間のどちらにも微視的構造欠陥が分布し、光散乱が起きるのに理想的な場所を提供する。 これと同じ現象が赤外線ミサイルドームの透明性限界で見られる。

#### 紫外-可視-赤外吸光
光散乱に加えて、減衰および信号損失は特定波長の選択的吸光によっても起こる。ある素材において起こる吸収については、次のような電子的要因と分子的要因の両方を考慮する必要がある。
- 電子レベルにおいては、電子軌道が紫外および可視光領域の特定の波長もしくは周波数の光量子（光子）を吸収できるような間隔になっているか（量子化されているか）に依存する。これが色の原因である。
- 原子もしくは分子レベルにおいては、原子および分子、化学結合の振動周波数、原子や分子がどれだけ密に充填されているか、そして原子や分子が長距離秩序を示すかに依存する。これらの要素は物質の赤外線、遠赤外線、マイクロ波、電波などの長波長な電磁波の伝達能力を決定する。

特定の物質による赤外光の選択的吸光はその物質の振動周波数（もしくはその整数倍）と光波の周波数が一致した場合に起こる。原子および分子が異なれば振動の固有周波数も異なるため、物質はそれぞれ異る周波数（もしくはスペクトル領域）の赤外線を選択的に吸収することになる。

### 応用
光ファイバーにおいて、減衰は信号光の強度減少速度である。この理由から、長距離光ケーブルには（減衰の少ない）ガラスファイバーが用いられ、減衰の大きいプラスチックファイバーは近距離にしか用いられない。意図的に光ケーブル中の信号強度を減少させるための光減衰器も存在する。
光の減衰は海洋物理学においても重要である。気象レーダーでも同じ効果が重要となる。なぜなら、雨粒は放射光のある程度の一部を吸収するが、これが波長に依存するからである。
高エネルギー光子は生体組織に対する損傷効果を持つため、医療診断中にそのような放射線を用いる場合はその度合いを知る必要がある。さらに、ガンマ線を用いた癌治療に際しては、そのエネルギーのどれだけが健康な組織および腫瘍組織に蓄積するのかを知る必要がある。

### 無線通信
現代の無線通信界でも減衰が重要である。無線信号の到達範囲は減衰によって決まり、また減衰は信号の伝播する媒質（空気、木材、コンクリート、雨粒など）の影響を受ける。無線通信における信号損失については経路損失の項を参照のこと。